# Marine Oussedik
Vous lisez un « bon article » labellisé en 2014.
Pour les articles homonymes, voir Oussedik.
Marine Oussedik, née le 20 mai 1967, est une artiste peintre, sculptrice et illustratrice équestre française.
Diplômée de l'école Penninghen en 1990, elle présente dès l’année suivante ses premières expositions dans des galeries d’art parisiennes. Dans la foulée, le musée vivant du cheval de Chantilly lui commande deux salles d’exposition dédiées à son travail. La première s’accompagne de la publication de son ouvrage, Les chevaux d'encre. De nombreux livres d'art suivent, comme Les Chevaux du Sahara (1998), Les Chevaux du vent (2002) et Les Chevaux de rois (2003), récompensés du prix Pégase, témoignant de sa passion pour l'illustration équestre sous toutes ses formes, avec une prédilection pour le cheval arabe. En 2014, elle illustre un ouvrage d'art consacré à l'équitation de tradition française, sur des textes de Guillaume Henry. En 2015, c'est la parution du livre Les Chevaux de Marine Oussedik chez Actes Sud. Un ouvrage qui lui est consacré et qui est écrit par l'historien Jean-Noël Jeanneney.
Également sculptrice, Marine Oussedik présente ses premiers bronzes en 1996. Au fil du temps, elle enrichit son œuvre en créant des décors pour la faïencerie de Gien, « chevaux du vent » et « chevaux du soleil », ou encore en collaborant régulièrement avec les éditions Belin. Elle travaille généralement à l’encre et sans utiliser de modèle, ce qui lui permet d'affirmer son style et de confirmer sa liberté artistique. Elle expose désormais dans le monde entier, notamment en Suisse, en Angleterre (Londres), aux États-Unis, aux Émirats arabes unis et en Chine. En 2010, une grande rétrospective lui est consacrée par les « 6es Variations Équines » au musée-château Saint-Jean de Nogent-le-Rotrou. Les critiques d'art ont souvent mis en avant l’élégance de son trait, la finesse, la justesse anatomique, le mouvement et l'onirisme exprimés par ses œuvres.

## Biographie
Marine Oussedik dédie sa vie au cheval, tant à travers l'art que dans la pratique de l'équitation au quotidien. Elle ne peut envisager de vivre sans contact avec des chevaux.

### Enfance et formation
Née d’une mère picarde et d’un père kabyle, Marine Oussedik voit le jour le 20 mai 1967 à Neuilly-sur-Seine. Elle découvre le cheval à l’âge de cinq ans, au jardin du Luxembourg où elle refuse farouchement de descendre du dos des poneys,.
Dès lors, elle commence à dessiner des chevaux, elle ne cessera jamais d'en représenter. Enfant, elle court vers son balcon lorsque retentit le claquement des sabots des montures de la Garde républicaine sur le sol parisien. C'est toutefois à dix ans qu'elle se met à pratiquer réellement l'équitation, inspirée par sa sœur aînée qui l'emmène au manège équestre de Neuilly. Son environnement familial n'est pourtant pas spécialement lié à l'univers du cheval, et ne compte aucun cavalier, hormis sa sœur.
Marine Oussedik poursuit sa scolarité en « peuplant tous ses cahiers de dessins équestres », au point d'« inverser le rapport habituel marge-écriture ». Elle passe toute sa jeunesse à Paris et s'évade régulièrement dans sa maison familiale en Picardie. Elle envisage un premier temps une carrière de vétérinaire, métier exercé par son grand-père. Son intérêt pour l'anatomie et la morphologie du cheval y est lié, mais elle n'est pas douée en mathématiques. Son talent artistique lui vaut d'entrer à l'école d'arts Penninghen où elle suit cinq ans de formation, en axant son travail sur le monde du cheval. Sa thèse de fin d'études est un petit livre d'humour consacré aux courses hippiques,, dans le style des Idées noires de Franquin.

### Premières expositions
Marine Oussedik connaît une « ascension fulgurante ». En 1991, elle présente sa première exposition de dessins à l'encre dans une galerie du VIe arrondissement de Paris. Puis Amaury de Louvencourt (propriétaire de la galerie de la Cymaise, rue du Faubourg-Saint-Honoré à Paris et expert en œuvres d’art) découvre ses œuvres et lui propose immédiatement une exposition. Une longue collaboration s’ensuivra. 
Le fondateur du musée vivant du cheval Yves Bienaimé, découvre son art dans la revue Equus et lui commande deux salles de dessins pour le musée. La première est consacrée aux chevaux arabes dans les proverbes orientaux (en 1993), la seconde (en 1995) aux spectacles équestres du musée. La salle des proverbes orientaux devient, selon Yves Bienaimé, « rapidement l'une des plus belles et des plus populaires du musée ». Cette exposition permanente est visible jusqu'en 2008, où le musée entre en travaux. 
Elle permet la publication de son premier ouvrage d'art, Les chevaux d'encre (1993), aux éditions du musée vivant du cheval. Il contient une sélection de proverbes orientaux autour du cheval arabe. Cet ouvrage est très vite épuisé, et recherché par les collectionneurs.

### Renommée
À partir de 1992, Marine Oussedik est sollicitée dans le monde entier,, notamment à Lausanne et Genève (Suisse), Londres (Angleterre), Séoul (Corée du Sud), Anvers et Bruxelles (Belgique), à Shanghaï (Chine), ou encore aux États-Unis et aux Émirats arabes unis. Elle réalise ses premières sculptures de bronze en 1996. D’après elle, « spontanément, la sculpture lui a paru facile ». L'expert Amaury de Louvencourt l'encourage à continuer. Elle se montre humble face au succès de ses œuvres :

« Chevaleresque, la jeune femme n'en tire point d'orgueil, s'essaie à l'huile et à la sculpture tout en continuant à faire galoper un tracé à l'encre d'une finesse spirituelle [...] on se félicite que Marine Oussedik n'ait pas eu la bosse des mathématiques, « l'ordre des vétérinaires » qu'elle voulait rejoindre nous aurait volé une grande artiste ! »

— Côté Sud
En 1998, l'office du livre algérien fait appel à elle pour illustrer une réédition des Chevaux du Sahara. Elle collabore à de nombreux ouvrages pour différentes maisons d'édition, ainsi qu'à des magazines équestres comme Cheval pratique. Passionnée par les livres, elle apprécie le travail avec les éditeurs et les auteurs, un travail d’équipe riche de connaissances et d’échanges. En 2002, elle anime une présentation et un atelier de dessins autour du cheval à l'institut du monde arabe, au moment où paraît son ouvrage Les chevaux du vent, oiseaux sans ailes,.
En 2004, elle reçoit le prix Pégase de l'association pour le développement de la culture équestre (ACDE) pour les Chevaux du vent et Les Chevaux de rois. Devenue membre de cette académie, l’année suivante, elle crée le trophée du prix Pégase. Elle crée aussi des trophées pour le championnat du monde du cheval arabe au salon du cheval de Paris, dont celui de la plus belle tête.
En 2010, elle expose lors d'une rétrospective pour ses vingt ans de créations aux 6es « Variations Équines » du musée-château Saint Jean de Nogent-le-Rotrou, pour la première fois consacrées à une unique artiste. En 2014, Marine signe pour Gien un nouveau décor, « chevaux du soleil », dédié au cheval portugais. En octobre 2014, un beau livre d'art, le premier consacré à l'équitation de tradition française, sort chez Belin : Une histoire de l'équitation française. Marine Oussedik a réalisé une centaine de dessins originaux illustrant les textes de Guillaume Henry. Ces originaux sont exposés au Cadre noir de Saumur (pendant le festival AR(T)CHEVAL) du 16 octobre au 9 novembre, et à Equita'Lyon du 29 octobre au 2 novembre. En septembre 2015, l'historien Jean-Noël Jeanneney consacre un ouvrage rétrospectif à ses œuvres, chez Actes Sud.

### L'équitation

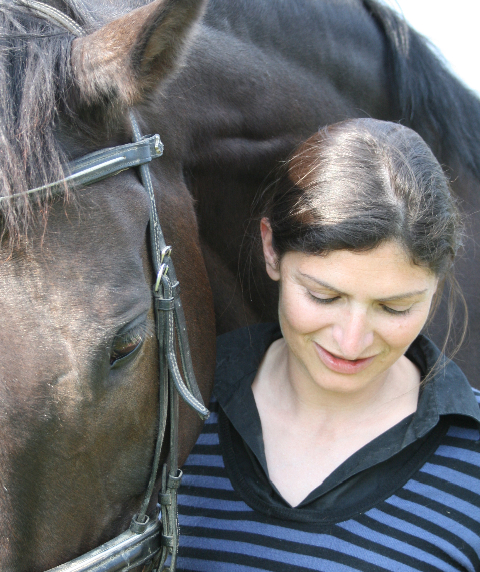
Marine Oussedik avec son cheval Selle français, Jefferson.

Marine Oussedik est également cavalière, avec une prédilection pour le dressage classique. Elle possède deux chevaux dans son domaine familial, en Picardie. Ses journées s'organisent en suivant un équilibre entre la pratique de l'équitation et le dessin ou la sculpture, selon le climat et la lumière. Elle monte à cheval pendant deux à trois heures au quotidien,. Pour elle, le compagnonnage avec ses deux chevaux lui est bien plus précieux que la compétition,. Elle fait un parallèle entre l’art et l’équitation, comme une remise en question permanente : « on n’en voit jamais la fin, il y a toujours une progression vers quelque chose de mieux ».

## Créations
Si le thème de Marine Oussedik est unique (le cheval), les supports sont variés. Elle s'intéresse et s’essaie à de nombreuses techniques.

### Encre, dessins et peintures
Marine Oussedik s’est fait connaître grâce à ses travaux à l’encre, présentant des chevaux harnachés sur papier coloré et doré. La plume et le pinceau lui permettent d'atteindre une grande précision dans ses illustrations. Elle utilise différentes encres pour donner des couleurs vives à ses créations. En plus de l'encre, Marine Oussedik manie le fusain, la pierre noire, le crayon, et la peinture à l'huile.
Le choix du papier est important. Marine Oussedik travaille sur du papier de couleur, dont la teinte rappelle souvent le sable du désert. Ce papier lui permet de travailler le blanc comme une couleur à part entière. Elle n'hésite pas à se procurer des papiers rares et de grande qualité, comme celui qui est fabriqué en Égypte par les chiffonniers du Caire, par pressage entre des feuilles au séchage. Elle travaille aussi sur du papier pailleté d'or.

### Sculptures
La sculpture est pour Marine Oussedik un art complémentaire au dessin, qui nécessite d'être « juste sous toutes les facettes »,. Elle sculpte d'abord son modèle en terre ou en cire. Le fragile équilibre du cheval (une masse sur des membres fins) nécessite souvent et selon sa position, une armature et une potence. Une fois fini, le modèle est moulé et douze bronzes (huit épreuves numérotées et quatre épreuves d'artistes) peuvent être fondus avant que le moule ne soit détruit.

### Arts de la maison et jouets
Elle crée pour le faïencier Gien la collection des « chevaux du vent », plus d'une vingtaine de pièces sur le thème du cheval arabe. À la suite du succès de cette collection, une série limitée peinte à la main voit le jour. Elle réalise également quelques pièces uniques rehaussées d'or pour une exposition à Dubaï, au Dubaï Mall : « Objets de rêve, Icônes du style français » en 2010. En 2014, elle crée une nouvelle collection, « Chevaux du soleil », consacrée au cheval portugais. Une série limitée peinte à la main est en préparation..
Marine Oussedik, qui avoue volontiers avoir gardé son âme d'enfant, réalise également des jouets. Elle signe la gamme « équidés » de la marque de figurines française Papo, et créé des pièces originales telles que des jeux des petits chevaux avec des figurines en terre cuite, et un cheval arabe à roulettes. Des pièces originales sont exposées lors des variations équines 2012, sur le thème « le cheval amusant », au musée-château de Nogent-le-Rotrou,.

### Performances
Marine Oussedik réalise aussi des performances. Lors du spectacle « Célébration du cheval » de Jean-Louis Gouraud à la maison des cultures du monde le 23 septembre 1998, elle dessine en direct sur la scène, sous le regard des spectateurs et des caméras. Les recettes ont été reversées intégralement pour la restauration de la nécropole des chevaux des tsars. Elle participe à un second spectacle avec performance en direct à la maison des cultures du monde, « femmes de cheval », le 12 juin 2003. Lors du spectacle « La nuit du cheval » au salon du cheval de Paris 2012, ses illustrations ont été projetées, ainsi qu'un film où on la voit dessiner sur du verre.

## Approche artistique
« Le vrai bonheur, c’est d’avoir pour métier sa passion ».
Marine Oussedik considère qu'être cavalière est indispensable à la justesse de son art, et que tout talent artistique demande un travail quotidien pour exercer la main, quels que soient les dons qu'une personne puisse posséder à l'origine. C'est pourquoi elle dessine tous les jours, allant jusqu'à ressentir « un manque et de l’ennui » si elle ne peut pratiquer. Elle accorde aussi une grande importance à l’alliance du métier et de la passion, comme en témoigne la citation de Stendhal dans son bureau.
Son style artistique suit une évolution vers le volume. Ses premières réalisations prennent souvent la forme de silhouettes ou de contours de chevaux, qui au fil du temps gagnent en relief et s'emplissent. Marine Oussedik est passée à la sculpture en 1996, comme une suite logique à cette évolution artistique. La sculpture lui a beaucoup apporté pour le dessin. Ses ateliers, en Picardie, lui permettent de trouver le calme et la lumière nécessaires à ses créations.
Bien qu’elle possède plusieurs chevaux qui pourraient lui servir de modèle (ses deux chevaux sont visibles depuis son atelier), elle préfère parler « d’imprégnation équestre ». Elle dessine de mémoire, la vie avec ses chevaux lui permet d'observer quotidiennement leurs expressions et attitudes, en s'inspirant de ses connaissances équestres. Le cheval est, à son avis, un animal particulièrement délicat à représenter. La moindre erreur de proportion déséquilibre le dessin tout entier. Considérant que l'appui sur un support photographique figerait son dessin en lui ôtant toute vie et tout mouvement, elle pense qu'il est nécessaire de se détacher d'un modèle pour acquérir son propre style et sa liberté. Marine Oussedik n'emploie de support photo que dans des cas précis, pour représenter des éléments historiques par exemple. S'immerger parmi les chevaux est pour elle la démarche naturelle qui permet d'apprivoiser les formes de l'animal pour les restituer.
Marine Oussedik a illustré un très grand nombre d'aspects du monde équestre, tels que le cheval arabe, le cheval ibérique, la chasse, les scènes d'écurie, l'attelage, le polo, la monte en amazone, la tauromachie et les courses hippiques,. 
Le cheval arabe reste toutefois son sujet favori. Elle le voit comme le « bijou dans l’écrin », magnifié par la richesse des décors, tapis et harnachements colorés, l’ambiance du désert et ses compagnons de route, faucons et sloughis. Elle affectionne également les chevaux ibériques, pour leur puissance et leur expression. Ils occupent une place de plus en plus large dans son œuvre après 1995, et sa rencontre avec le musée vivant du cheval. Elle illustre ainsi l’école de Jerez, des attelages à la calasera et la tauromachie, pour l'exposition « Chevaux du Sud » à la Cymaise fin 2002.

## Réception critique
Ses œuvres équestres sont désormais reconnues de manière internationale. Toutes sont empreintes d'une « patte », d'un style véritable qui leur est propre,. Leur justesse anatomique et leur finesse, en particulier à l’encre, sont beaucoup remarquées par les critiques d’art : « les chevaux que Marine Oussedik nous donne à voir de son trait si précis ne sont pas domestiqués mais apprivoisés », affirme l'un d'eux. Finesse, noblesse et féminité sont des qualificatifs souvent utilisés pour décrire l'impression qui se dégage de son travail. Blaise de Chabalier, critique pour Le Figaro, parle d'une « ambiance sophistiquée et sensuelle, faite de complicité des corps et des regards », du rêve à travers ses dessins à la fois réalistes et oniriques, d'un mélange de liberté dans le mouvement et de civilisation à travers le harnachement. Xavier Viader, pour Paris-Turf, qualifie toutes ses œuvres d'« élégantes, spontanées et vivantes », et la place dans la lignée de Géricault et de Delacroix, en ajoutant que sa justesse anatomique n'empêche pas une quête émotionnelle. Les chevaux de Marine Oussedik sont en effet empreints de fougue

« Lorsqu'on parle d'élégance, de spontanéité, de vivacité, de sourires, de clins d’œil, d'authenticité à propos de Marine Oussedik, on ne sait plus si on évoque l'artiste ou ses œuvres [...] lorsque l'on rencontre Marine, tout paraît simple, facile. Et ce n'est pas son moindre talent ! »

— Xavier Viader, Paris-Turf

« Un trait de plume fin et assuré, des touches de couleur, un éclat de blanc et un œil qui pétille... les chevaux de Marine Oussedik n'ont pas besoin de signature, ils en sont une en eux-mêmes »

— Virginie Bauer, Arabians Horsemag
Jérôme Garcin lui consacre un long paragraphe dans son Journal équestre, puisqu'il a reçu Les chevaux de vent :

« C'est une dessinatrice de chevaux dont le talent est double : son trait à l'encre de Chine est d'une précision quasi éthologique et pour autant, elle n'oublie pas de nous faire rêver. Les chevaux arabes se prêtent à son inspiration. Elle les fait danser, jouer, se battre, parader, voler dans le ciel d'Allah, avec fierté et tendresse à la fois. Les calligraphies d'Abdallah Akar accompagnent cette méditation où l'on ne sait plus où s'arrête ce qui est écrit, où commence ce qui est dessiné »

— Jérôme Garcin, Cavalier seul
D’autres artistes ont tenté de l’imiter, sans (d’après la revue d’art Equus) parvenir à l’égaler.

### Ouvrages d'art
- Marine Oussedik, Les Chevaux d'encre : Proverbes d'orient illustrés, Éditions du Musée Vivant du Cheval, 1993, 166 p.Ouvrage épuisé
- Abd-El-kader et Eugène Daumas (ill. Marine Oussedik), Les Chevaux du Sahara, Éditions OLA, 5 mai 1999, 275 p. (ISBN 2-913437-00-1 et 978-2913437005)Ouvrage épuisé
- Marine Oussedik, Les Chevaux du vent : Oiseaux sans ailes, Martelle, novembre 2002, 120 p. (ISBN 287890088X et 978-2878900880)Ouvrage récompensé du prix Pégase 2004
- (fr + pt + en) Marine Oussedik (préf. Carlos Henriques Pereira), Les chevaux de rois, Martelle, 29 octobre 2003, 119 p. (ISBN 2878900936 et 978-2878900934)Ouvrage récompensé du prix Pégase 2004
- L'Imagier des chevaux d'Europe, Chaumont, Éditions Castor et Pollux, coll. « L'imagier de Castor & Pollux », 2005, 53 p. (ISBN 2-912756-96-0 et 9782912756961)Illustrations de 150 races de chevaux et poneys européens classés par pays
- Guillaume Henry et Marine Oussedik, Une histoire de l'équitation française, Paris, Belin, 10 octobre 2014, 128 p. (ISBN 978-2-7011-8093-9 et 2-7011-8093-7)

### Illustrations de légendes
- Yvan Brohard et Jean-François Leblond (ill. Marine Oussedik), Légendes de Picardie, vol. 1, Amiens, Martelle, 2004, 133 p. (ISBN 2-87890-099-5 et 9782878900996)
- Yvan Brohard et Jean-François Leblond (ill. Marine Oussedik), Légendes de Picardie, vol. 2, Amiens, Martelle, 2005, 133 p. (ISBN 2-87890-099-5 et 9782878900996)
- Yvan Brohard et Jean-François Leblond (ill. Marine Oussedik), Légendes de Picardie, vol. 3, Amiens, Martelle, 2 juin 2007, 127 p. (ISBN 978-2-87890-103-0 et 2878901037)
- Yvan Brohard et Jean-François Leblond (ill. Marine Oussedik), Légendes de Picardie, vol. 4, Amiens, Martelle, 2008, 135 p. (ISBN 978-2-87890-106-1 et 2-87890-106-1)
- Jean Callens (ill. Marine Oussedik), Légendes du Nord-Pas-de-Calais, vol. 1, Amiens, Martelle, 2005, 119 p. (ISBN 2-87890-097-9)
- Jean Callens et Jacques Messiant (ill. Marine Oussedik), Légendes du Nord-Pas-de-Calais, vol. 2, Amiens, Martelle, 2 septembre 2007, 43 p. (ISBN 978-2-87890-104-7 et 2-87890-104-5)

### Ouvrages techniques
- Guillaume Henry (ill. Marine Oussedik), Réussir ses galops 1 à 4, Paris, Belin, 18 novembre 2004, 143 p. (ISBN 2-7011-3955-4 et 978-2701139555)
- Guillaume Henry (ill. Marine Oussedik), Réussir ses galops 5 à 7, Paris, Belin, coll. « Équitation », 16 janvier 2006, 143 p. (ISBN 2-7011-4161-3 et 978-2701141619)
- Agnès Soulet de Brugière (ill. Marine Oussedik), Réussir ses galops 1 à 4 junior, Belin, 7 novembre 2006, 143 p. (ISBN 2-7011-4216-4 et 978-2701142166)
- Guillaume Henry (ill. Marine Oussedik), Réussir ses galops 1 à 4 : Cahier d'exercices, Belin, 2005, 95 p. (ISBN 2-7011-4010-2 et 9782701140100)
- Guillaume Henry (ill. Marine Oussedik), Réussir ses galops 5 à 7 : Cahier d'exercices, Paris, Belin, 16 janvier 2006, 95 p. (ISBN 2-7011-4162-1 et 978-2701141626)
- Marion Scali et Florence Blondeau (ill. Marine Oussedik, photogr. Elisabeth Gautier, un ouvrage qui s'appuie sur la méthode de Nicolas Blondeau), Equitation éthologique : Tout pour réussir les savoirs fédéraux 1 à 5 : école Blondeau, Paris, Belin, 13 janvier 2005, 127 p. (ISBN 2-7011-4023-4 et 978-2701140230)
- Guillaume Henry (ill. Marine Oussedik), Galops 1 à 4 tout en un (Cours, exercices, DVD rom), Paris, Belin, 1er juin 2010, 224 p. (ISBN 978-2-7011-5559-3 et 2-7011-5559-2)
- Guillaume Henry (ill. Marine Oussedik), Réussir ses galops 1 à 4 : Manuel de cours, Paris, Belin, coll. « Belin équitation », 23 novembre 2012, 224 p. (ISBN 978-2-7011-6426-7 et 2-7011-6426-5)
- Guillaume Henry (ill. Marine Oussedik), Réussir ses galops 5 à 7 : Manuel de cours, Paris, Belin, coll. « Belin équitation », 10 juin 2013, 224 p. (ISBN 978-2-7011-6428-1 et 2-7011-6428-1)
- Carlos Henriques Pereira (ill. Marine Oussedik), L'équitation portugaise : Un art équestre, Arles, Actes Sud, coll. « Série Cheval », 2004, 91 p. (ISBN 2-7427-5182-3 et 9782742751822)
- Nicolas Sanson (ill. Marine Oussedik), 35 exercices pour s'entraîner, Paris, Belin, coll. « Équitation », 7 novembre 2006, 103 p. (ISBN 2-7011-4363-2 et 978-2701143637, lire en ligne)
- Nicolas Sanson (ill. Marine Oussedik), Équitation : 36 exercices de pédagogie, Paris, Belin, coll. « Équitation », 2008, 62 p. (ISBN 978-2-7011-4753-6)
- Didier Lavergne (ill. Marine Oussedik), Être cheval en 150 exercices, Paris, Belin, 2008, 260 p. (ISBN 978-2-7011-4723-9)
- Carlos Henriques Pereira (préf. colonel Jean-Michel Faure, Jean-Marie Klinkenberg, ill. Marine Oussedik, photogr. Gérald Buthaud), Parler aux chevaux autrement : approche sémiotique de l'équitation, Paris, Amphora, 2009, 160 p. (ISBN 978-2-85180-775-5, lire en ligne)
- Mireille Mirej, Emmanuelle Godest et Pierre Milon (ill. Marine Oussedik), Les secrets des grands pour les jeunes cavaliers : En concours, Paris, Belin, coll. « Équitation jeunesse », 9 septembre 2010, 172 p. (ISBN 978-2-7011-5488-6 et 2-7011-5488-X)
- Prune Arnoul (ill. Marine Oussedik, photogr. Alain Laurioux, Thierry Ségard), Guide pratique des boiteries, Paris, Belin, coll. « Soins du cheval », 29 mars 2012, 112 p. (ISBN 978-2-7011-5230-1)
- Barbara Pirnay (ill. Marine Oussedik, photogr. Alain Laurioux), Guide de l'éleveur amateur, Paris, Belin, coll. « Soins du cheval », 5 avril 2012, 64 p. (ISBN 978-2-7011-4756-7 et 2-7011-4756-5)

### Ouvrages jeunesse
- Isabelle Maroger, Marine Oussedik et Collectif, Je dessine mes chevaux, Play Bac, 2006, 20 p. (ISBN 2-84203-814-2 et 9782842038144)
- Marc Alaux et Stéphanie Alaux, Tamir et le loup des steppes, Paris, Belin, coll. « Terres Insolites », 11 avril 2012, 112 p. (ISBN 978-2-7011-6327-7 et 2-7011-6327-7)Roman jeunesse. Marine Oussedik en a illustré la couverture et l'intérieur.

« Au galop ! » est une collection de Belin destinée aux jeunes enfants passionnés d'équitation.
- Marine Oussedik, Au galop ! Cahier de jeux : Galops 1 et 2, à partir de 7 ans, Belin, coll. « Belin équitation », 3 juin 2009, 63 p. (ISBN 978-2-7011-5154-0 et 2-7011-5154-6)
- Marine Oussedik, Au galop ! Cahier de jeux : Au galop ! Cahier de jeux : Galops 3 et 4, à partir de 9 ans, Belin, coll. « Belin équitation », 3 juin 2009, 63 p. (ISBN 978-2-7011-5155-7 et 2-7011-5155-4)
- Marine Oussedik, Au galop ! Spécial Quiz : à partir de 8 ans, Paris, Belin, 12 avril 2011, 63 p. (ISBN 978-2-7011-5879-2 et 2-7011-5879-6)
- Marine Oussedik, Au galop ! Cahier de jeux : Connaissances Galops 1-4, Belin, coll. « Au galop », 20 avril 2010, 48 p. (ISBN 978-2-7011-5521-0 et 2-7011-5521-5)

### Autres ouvrages
- (en) Gigi Grasso et Domenico Bergero (ill. Marine Oussedik), Captured in time in Australia : The Arabian Horse by Gigi Grasso, Gigi Grasso, 1996, 70 p.
- Harald Bredlow (ill. Marine Oussedik), Conte moraux (et immoraux) d'un homme de cheval, Lausanne/Paris, Favre SA, 2006, 111 p. (ISBN 2-8289-0897-6 et 9782828908973)
- Marc-André Wagner (ill. Marine Oussedik), Dictionnaire mythologique et historique du cheval, Éditions du Rocher, coll. « Cheval chevaux », 2006, 201 p. (ISBN 978-2-268-05996-9)Illustrations intérieures et graphisme
- Jean-François Ballereau (ill. Marine Oussedik), Dictionnaire encyclopédique du cheval, Paris, Belin, 2010, 191 p. (ISBN 978-2-7011-3549-6)
- (cs) Laurent Bouton et Michaela Hudecová (ill. Isabelle Maroger et Marine Oussedik), Koníčci : knížka v kabelce, Rebo, coll. « Malá parádnice », 2010, 2e éd., 64 p. (ISBN 978-80-255-0437-6 et 80-255-0437-9)
- (sl) Irena Modrijan (ill. Marine Oussedik), Moja čarobna torbica. Konji : 219 nalepk za živahne risbe, 10 šablon za ustvarjanje konjev, 24 vrst dlake za oblačenje konjev, 40 skic konjev za risanje, nasveti in navodila za učenje risanja korak za korakom, Tržič : Učila International, 2012, 12 p. (ISBN 978-961-00-1536-9 et 9610015360)En français : « Tout pour dessiner mes chevaux »

## Sources

### Articles de presse
- Monique Pieri, « Les bronzes de Marine », Le Sillon romand,‎ 7 mai 1998
- Xavier Viader, « Un livre, le Salon du Cheval, La Cymaise et... les chevaux en tête de Marine Oussedik », Paris-Turf,‎ 29 novembre 1998
- Xavier Viader, « Marine Oussedik et ses chevaux du Sud », Paris-Turf,‎ 8 décembre 2000
- Blaise de Chabalier, « Chevaux d'encre et de bronze », Le Figaro,‎ 23-24 décembre 2000
- Sophie Attali, « Marine Oussedik », Equus – Les chevaux, no 50,‎ août-septembre-octobre 2002, p. 34-38
- Frédéric Normand, « Marine Oussedik mêle art et équidés », Le Parisien,‎ 10 novembre 2002 (lire en ligne)
- Isabelle Boidanghein, « Les chevaux d'encre de Marine Oussedik », Pays du Nord, no 68,‎ novembre-décembre 2005, p. 45
- Elisabeth Gillion, « Quand l'art et l'équitation ne font qu'un », L'Éperon, no 299,‎ avril 2010
- Virginie Bauer, « Marine Oussedik : entre équilibre et justesse », Arabians horsemag,‎ avril-mai-juin 2011, p. 134-143
- Amélie Tsaag Valren, « Rencontre avec Marine Oussedik », Cheval Savoir, no 45,‎ juillet/août 2013 (lire en ligne)
- Hélène Ash, « Marine Oussedik Dans l'atelier de l'éloquence », Jours de Cheval, no 3,‎ avril 2014 (lire en ligne)

### Reportages TV
- Marine Oussedik, de Michelle  Hauteville, coll. « Le magazine du cheval », samedi 23 janvier 1999 : Diffusé sur France 3 national le 28 janvier 1999 à 14h05. Créé par Laurent Desprez
- La cavalière peintre, de Halima  Najibi, dans Picards d'ici, 18 décembre 2005 : Diffusé sur France 3 Picardie à 18h50
- Championnat du monde du cheval arabe - 7 décembre 2011, de Luca  Bergamaschi, de Enora contant, Equidia Life, coll. « La Culturelle », 7 décembre 2011 [présentation en ligne] : Diffusé sur Equidia Life
- Marine Oussedik, de Luca  Bergamaschi, de Enora contant, Equidia Life, coll. « La Culturelle », 21 novembre 2012 [présentation en ligne] : Diffusé sur Equidia Life

### Livres
- Jérôme Garcin, Cavalier seul : Journal équestre, Paris, Éditions Gallimard, 2007, 298 p. (ISBN 978-2-07-034298-3 et 2-07-034298-0)
- Pascal Renauldon (préf. Alain Decaux), Yves Bienaimé, l'écuyer-jardinier, Monaco/Paris, Éditions du Rocher, coll. « Cheval, chevaux », 2010, 206 p. (ISBN 978-2-268-06897-8 et 2-268-06897-8)
- Jean-Noël Jeanneney, Les chevaux de Marine Oussedik, Arles, Actes Sud, coll. « Arts équestres », 2 septembre 2015, 47 p. (ISBN 978-2-330-05371-0)